# Cơ quan Vũ trụ Canada
Cơ quan Vũ trụ Canada (CSA hay, trong Tiếng Pháp, l 'Agence spatiale canadienne, ASC) là một cơ quan vũ trụ của Canada chịu trách nhiệm các chương trình không gian của đất nước này. Nó được thành lập vào tháng 3 năm 1989 và sau đó đổi tên thành Canada Space Agency vào tháng 10 năm 1990. Các giám đốc điều hành của cơ quan là Chủ tịch nước có các báo cáo cho Bộ trưởng Bộ Công nghiệp.
Các trụ sở của CSA tọa lạc tại Trung tâm Vũ trụ John H. Chapman trong Saint-Hubert, Quebec. Cơ quan cũng có văn phòng ở Ottawa, Ontario ở Phòng thí nghiệm của David Florida (mà chủ yếu là một kỹ thuật cài đặt) và Liên lạc văn phòng nhỏ tại Washington D.C; Paris, Pháp; Cape Canaveral, Florida và Houston, Texas.
Là một cơ quan tương đối khiêm tốn của chính phủ liên bang thành lập, chỉ với 575 nhân viên và một học sinh luân phiên có dân số khoảng 100 công nhân. Hầu hết các nhân viên đều làm việc tại Trung tâm Chapman.
Trong tháng 12 năm 2007 Jim Prentice bổ nhiệm làm Bộ trưởng như là chủ tịch của Cơ quan Vũ trụ Canada.
Steve MacLean đã được đặt tên làm chủ tịch vào ngày 2 tháng 9 năm 2008.

## Lịch sử
Với sự ra mắt của Alouette vào năm 1962, Canada đã trở thành quốc gia thứ ba để đặt một người làm vệ tinh vào không gian. Nhiệm vụ đã được thành công vượt mong đợi, cho dù nó đã được lên kế hoạch để tiếp tục trong một năm, nó thực sự kéo dài mười mấy năm liền! Điều này đã thúc đẩy nghiên cứu của các nhà khoa học với chương trình quốc tế ISII. Trong đó, vào năm 1993 đã được thiết kế quốc tế của Khoa Điện Milestone của IEEE. Tuy nhiên, cần biết rằng Canada đã không bao giờ có khả năng khởi động trong nước của riêng của mình. Trong khi đã được hoàn toàn xây dựng và tài trợ của Canada, nó đã được đưa ra bởi người Mỹ và NASA từ Vandenberg trong bang California.
Một lần đầu tiên của Canada là tung ra Anik-1 vào năm 1972, làm cho đất nước Canada là đất nước đầu tiên trên thế giới để có vệ tinh giao tiếp mạng của riêng mình. Và nay, cơ quan này vẫn phát triển bền vững